# Edmond Abelé
Edmond-Marie-Henri Abelé (Châlons-en-Champagne, 4 marzo 1925 – Cournanel, 27 settembre 2017) è stato un vescovo cattolico francese.

## Biografia
Edmond Abelé nacque a Châlons-sur-Marne il 4 marzo 1925 in una famiglia profondamente cristiana.

### Formazione e ministero sacerdotale
Studiò al collegio "Saint Etienne" di Châlons-sur-Marne e poi entrò nel seminario maggiore della stessa città. Completò gli studi presso il seminario della missione di Francia a Lisieux.
Il 21 ottobre 1951 fu ordinato presbitero per la missione di Francia a Lisieux. Continuò gli studi presso la Facoltà di teologia di Lione, dove nel 1952 conseguì la licenza. L'anno successivo ottenne l'abilitazione al dottorato in questa stessa facoltà. Quindi preparò la tesi di dottorato in teologia all'Università di Strasburgo.
Iniziò il ministero pastorale nella Corrèze, nella Aisne e a Lione dove si dove occupò del centro del catecumenato degli adulti. Una malattia interruppe il suo apostolato e si trasferì nella diocesi di Fréjus-Tolone dove fu parroco e decano di La Seyne-sur-Mer, arciprete di Brignoles e infine parroco di Draguignan e vicario episcopale.

### Ministero episcopale
Il 27 giugno 1972 papa Paolo VI lo nominò vescovo di Monaco. Ricevette l'ordinazione episcopale il 15 ottobre successivo nella cattedrale dell'Immacolata Concezione a Monaco dal vescovo di Fréjus-Tolone Gilles-Henri-Alexis Barthe, coconsacranti il vescovo di Châlons René-Joseph Piérard e quello di Ventimiglia Angelo Raimondo Verardo. Nel presentarlo all'arcidiocesi monsignor Barthe disse: "Il nuovo vescovo di Monaco, Edmond Abelé, si è dimostrato un uomo di riconciliazione e di pace. Le sue qualità di pastore si sono rapidamente affermate e nonostante la sua giovinezza, gli assicurarono un'autorità sorridente". Fu il primo vescovo di Monaco ad essere ordinato nella sua cattedrale.
Il 1º dicembre 1980 papa Giovanni Paolo II lo nominò vescovo di Digne.
Negli anni di episcopato fu in grado di utilizzare le sue diverse qualità. Aveva una naturale distinzione e una vera gentilezza. Uomo di preghiera, era un pastore colto e spirituale, vicino alla gente, amava la Chiesa e i suoi sacerdoti. Era consapevole che l'evangelizzazione si attua attraverso la bellezza della liturgia e dell'educazione, motivo per cui prestava molta attenzione alle scuole cattoliche e alla catechesi. Fu uno dei promotori del metodo "Jousse". Nella diocesi di Digne partecipò alla fondazione della prima scuola di evangelizzazione "Jeunesse Lumière" di Senez con padre Daniel-Ange. La mancanza di sacerdoti lo perseguitava, ed è per questo che creò il focolare del seminario di Digne-les-Bains. Uomo di cultura, incoraggiò il Festival internazionale di arte cristiana di Digne-les-Bains, il primo dei quali venne presieduto dal cardinale Paul Poupard, che per l'occasione veniva da Roma.
Tra il 1986 e il 1987 si ebbe una ripresa dei suoi problemi di salute che lo costrinsero a presentare le sue dimissioni al papa, che le accettò il 2 giugno 1987. Si ritirò presso la sua famiglia e si trasferì nell'Aude, da un suo cugino.
In seno alla Conferenza episcopale di Francia fu membro del comitato per i movimenti indipendenti e del gruppo episcopale per la pastorale del turismo e delle attività ricreative.
Morì nella sua abitazione di Cournanel il 27 settembre 2017, nella festa di San Vincenzo de' Paoli, all'età di 92 anni. Le esequie si tennero il 3 ottobre alle ore 10:30 nell'ex cattedrale di Notre-Dame-du-Bourguet a Forcalquier. Al termine del rito fu sepolto nella tomba dei vescovi nella cattedrale di Digne.

## Genealogia episcopale
La genealogia episcopale è:
- Cardinale Guillaume d'Estouteville, O.S.B.Clun.
- Papa Sisto IV
- Papa Giulio II
- Cardinale Raffaele Riario
- Papa Leone X
- Papa Paolo III
- Cardinale Francesco Pisani
- Cardinale Alfonso Gesualdo
- Papa Clemente VIII
- Cardinale Pietro Aldobrandini
- Cardinale Laudivio Zacchia
- Cardinale Antonio Barberini, O.F.M.Cap.
- Cardinale Nicolò Guidi di Bagno
- Arcivescovo François de Harlay de Champvallon
- Cardinale Louis-Antoine de Noailles
- Vescovo Jean-François Salgues de Valderies de Lescure
- Arcivescovo Louis-Jacques Chapt de Rastignac
- Arcivescovo Christophe de Beaumont du Repaire
- Arcivescovo Jean-Armand de Bessuéjouls Roquelaure
- Cardinale Hugues-Robert-Jean-Charles de La Tour d'Auvergne-Lauraquais
- Arcivescovo Denis-Auguste Affre
- Cardinale René-François Régnier
- Cardinale Florian-Jules-Félix Desprez
- Vescovo Théodore Legain
- Arcivescovo Pierre-Marie-Etienne-Gustave Ardin
- Vescovo Jean-Marie-Léon Dizien
- Vescovo Louis-Eugène Francqueville
- Arcivescovo Jean-François-Ernest Ricard
- Arcivescovo Jean-Joseph-Aimé Moussaron
- Vescovo Gilles-Henri-Alexis Barthe
- Vescovo Edmond-Marie-Henri Abelé